# Флаг Одессы
Флаг Оде́ссы (укр. Прапор Одеси) — символ территориальной громады города Одессы Украины.
Ныне действующий флаг утверждён 29 апреля 2011 года решением Одесского городского совета № 707-VI.

## Описание
«Прямоугольное полотнище с соотношением сторон 2:3, разделённое на три равные вертикальные части — красную, белую и золотисто-жёлтую, на белой части — герб города Одессы».

## Символика
Цвета флага — «отгербовые» и соответствуют цветам, как действующего, так и исторического герба 1798 года. В сочетании с классической структурой «триколора», они отражают героический дух (красный), чистую душу (белый), богатство и процветание (золотисто-жёлтый) Одессы и одесситов, и реконструируют историческую атмосферу эпохи конца XVIII века с её высокими идеалами свободы, равенства и братства, подчеркивая, что Одесса — жизнерадостный европейский город, в котором царит дух свободы, соборности и суверенитета.
Червлень (красный) — символ храбрости, мужества, неустрашимости, великодушия, любви, огня, теплоты, страсти и животворных сил.
Серебро (белый) — символ чистоты, невинности, верности, надежности и доброты.
Золото (золотисто-жёлтый) — символ солнечной энергии, богатства, силы, устойчивости и процветания.
Серебряный якорь-кошка на червлёном поле является геральдической эмблемой города Одессы с 22 апреля (4 мая) 1798 года (из герба Высочайше утверждённого императором Павлом I).
Галерный якорь, как геральдический моносимвол, фиксирует основную веху в рождении города-порта — создание и главное расположение «гребного флота Черноморского вице-адмирала Дерибаса».
Помимо древнего символа мореплавания, процветавшего здесь ещё с античных времен, якорь в геральдике — вечный символ надежды и спасения. Его серебряная тинктура символизирует чистоту помыслов, а червлень герба обозначает, что это край был завоеван после долгой и упорной борьбы за выход к Чёрному морю.
Золотая Звезда — символ статуса «города-героя», который Одесса получила за мужество и героизм, проявленные её жителями в годы Великой Отечественной войны. Юридически закреплен в 1965 году Указом Президиума Верховного Совета СССР, утвердившим Положение о высшей степени отличия — звании «город-герой».

## История
Первый флаг города Одессы был утверждён 29 июня 1999 года.
Флаг представлял собой прямоугольное полотнище с соотношение сторон 1:1, поделённое на три равновеликие вертикальные полосы: красную у древка, белую посередине и жёлтую у вольного края. На белой полосе в центре изображён герб города Одессы (образца 1999 года).